# Al Charron
Al Charron (Ottawa, 27 de julio de 1966) es un exjugador canadiense de rugby que se desempeñaba como segunda línea.

## Carrera
Debutó en la primera de su club Moseley RFC a los 19 años en 1985 y jugó en él hasta 1997 cuando fue contratado por tres temporadas por el Bristol Rugby de la Premiership.
Acabado su contrato con el club inglés fichó por el Section Paloise y luego por el US Dax, ambos del Top 14. En 2002 volvió a Moseley RFC donde se retiró.

## Selección nacional
Fue convocado a los Canucks por primera vez en 1990. Se retiró en 2003 con 37 años acabado el Mundial de Australia 2003.

### Participaciones en Copas del Mundo
Charron disputó cuatro Copas Mundiales, siendo una pieza fundamental de los Canucks que llegaron a cuartos de final en Inglaterra 1991, el mejor resultado de Canadá.
| Mundial                       | Sede       | Resultado        | PJ | Tries |
| ----------------------------- | ---------- | ---------------- | -- | ----- |
| Copa Mundial de Rugby de 1991 | Inglaterra | Cuartos de final | 4  | 1     |
| Copa Mundial de Rugby de 1995 | Sudáfrica  | Primera fase     | 3  | 2     |
| Copa Mundial de Rugby de 1999 | Gales      | Primera fase     | 3  | 1     |
| Copa Mundial de Rugby de 2003 | Australia  | Primera fase     | 2  | 0     |